# ワイズ天文台
フローレンス・アンド・ジョージ・ワイズ天文台（フローレンス・アンド・ジョージ・ワイズてんもんだい、英: Florence and George Wise Observatory、IAU天文台コード: 097）は、イスラエル南部のミツペ・ラモン近郊に位置し、テルアビブ大学が運用する天文台である。1971年に開設したイスラエル初の研究専門の天文台で、口径1メートルの反射望遠鏡をはじめとする数台の天体望遠鏡を備え、優れた気象条件と、特有の経緯度を生かし、特に時間領域天文学で活躍している。

## 開設
ワイズ天文台は、設計完了後約8ヶ月の工期を経て、1971年10月26日に完成した。当時のイスラエルでは、理論天文学が盛んで、テルアビブ大学の太陽観測所もあったが、夜間の観測天文学を担う研究施設がなく、ワイズ天文台はその初の天文台として計画されたものだった。米スミソニアン協会、及びスミソニアン天体物理観測所を中心とした天文学者たちの援助を受け、テルアビブ大学物理学・天文学科の所属機関として建設され、当初から米プリンストン高等研究所や米海軍調査研究所、マサチューセッツ工科大学の科学者と共同で観測計画を立案していた。初代の天文台長は、アメリカの物理学者ユリ・フェルドマンが務めた。名称のフローレンス・アンド・ジョージ・ワイズは、テルアビブ大学の初代学長を務めた教育者、篤志家、実業家のジョージ・S・ワイズが天文台の望遠鏡購入に35万ドルを寄付したことから、ワイズとその夫人の名前に因んで付けられたものである。

## 立地

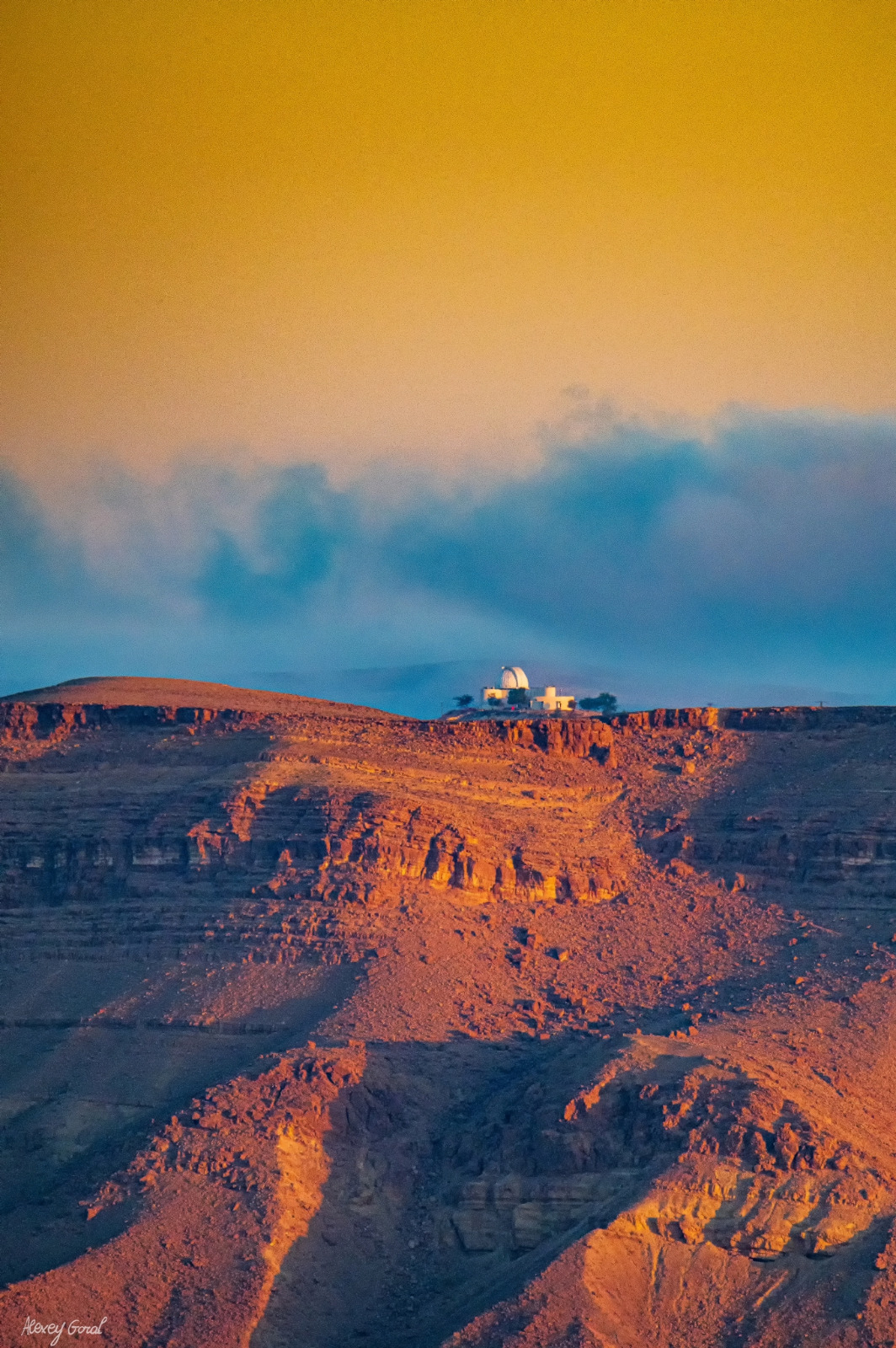
ワイズ天文台

ワイズ天文台は、イスラエル南部のネゲブ砂漠中央部の台地に位置し、ミツペ・ラモンの街中から西に約5キロメートル、一番近い大都市のベエルシェバからは南に約86キロメートル、大学の本部があるテルアビブからは南に約185キロメートルの距離にある。周囲には、自然保護区が広がっている。
ネゲブ砂漠の中であり、天文台周辺は不毛の大地であるが、岩石砂漠であるため砂塵に悩まされることはあまりない。砂漠地帯という地理的条件から、晴天率が高いことが期待され、一年のうち7割近くが晴天夜である。晴天率が特に高いのは6月から8月にかけてで、1月から4月はやや低めである。風は、9月から11月にかけては比較的強いが、それ以外の時期だと夜が更ければ微風・無風になることが多く、夜も強い風が吹く日は僅かである。気温は、昼夜の温度差により日没後暫くは温度勾配が大きいが、夜中になると安定する。湿度は年間通じて高めで、特に9月から12月は高い日が多い。シーイングは、典型的には2秒角から3秒角程度で、1秒角未満となるような非常に好条件の日は年間数日程度、その殆どが冬季である。ワイズ天文台の標高は、875メートルと決して高地ではないので、地球の大気による減光は、世界の大望遠鏡の立地と比べると倍くらい大きくなっている。

## 観測機器

### 40インチ望遠鏡（T40）
ワイズ天文台の主力望遠鏡は、口径40インチ（1016ミリメートル）のリッチー・クレチアン式望遠鏡（T40）で、開設当初からある望遠鏡である。2階建ての観測棟と一体となった直径10メートルのドームに納められている。この望遠鏡は、光学設計をアイラ・ボーエン行い、米 Boller and Chivens （英語版）が製造したもので、ラスカンパナス天文台のスウォープ望遠鏡と全くの同型器であったが、年月と共に独自の調整を経て、差異が生じている。F値は、f/7とf/13.5が用意されており、f/7は主に撮像や分光観測、f/13.5は測光観測などといった用途で使い分けられていたが、2000年代後半にはf/13.5が使われることは滅多になくなった。
撮像観測は、当初は写真乾板で行っていたが、1985年以降はCCDカメラが使用されている。現行のものは、プリンストン・インスツルメンツ（PI）製のCCDカメラ VersArray 1300B と、サンタバーバラ・インスツルメンツ・グループ（SBIG）のSTX-16803 CCDカメラである。PI-CCDは高感度であるが、視野が約13分角と狭いのに対し、STXは約18分角の視野があるが、1画素の大きさが小さくビニングして使用するのが適当である。広視野の撮像観測には、大型CCDを4枚並べたモザイクCCDカメラ LAIWO（Large Area Imager at Wise Observatory; ワイズ天文台大面積撮像装置）を使用し、量子効率は低いものの、約1度角の視野を確保する。また、FOSC（Faint Object Spectrograph and Camera; 微光天体分光撮像装置）は、多色撮像観測と低分散分光観測の兼用で、両機能を短時間で切り替えられ、合焦し直さなくてよいという特徴がある。2013年には、ファイバー伝送エシェル分光器 eShel が導入され、中分散（波長分解能 R≈10,000）での分光観測も可能になった。

### 18インチ望遠鏡（C18）

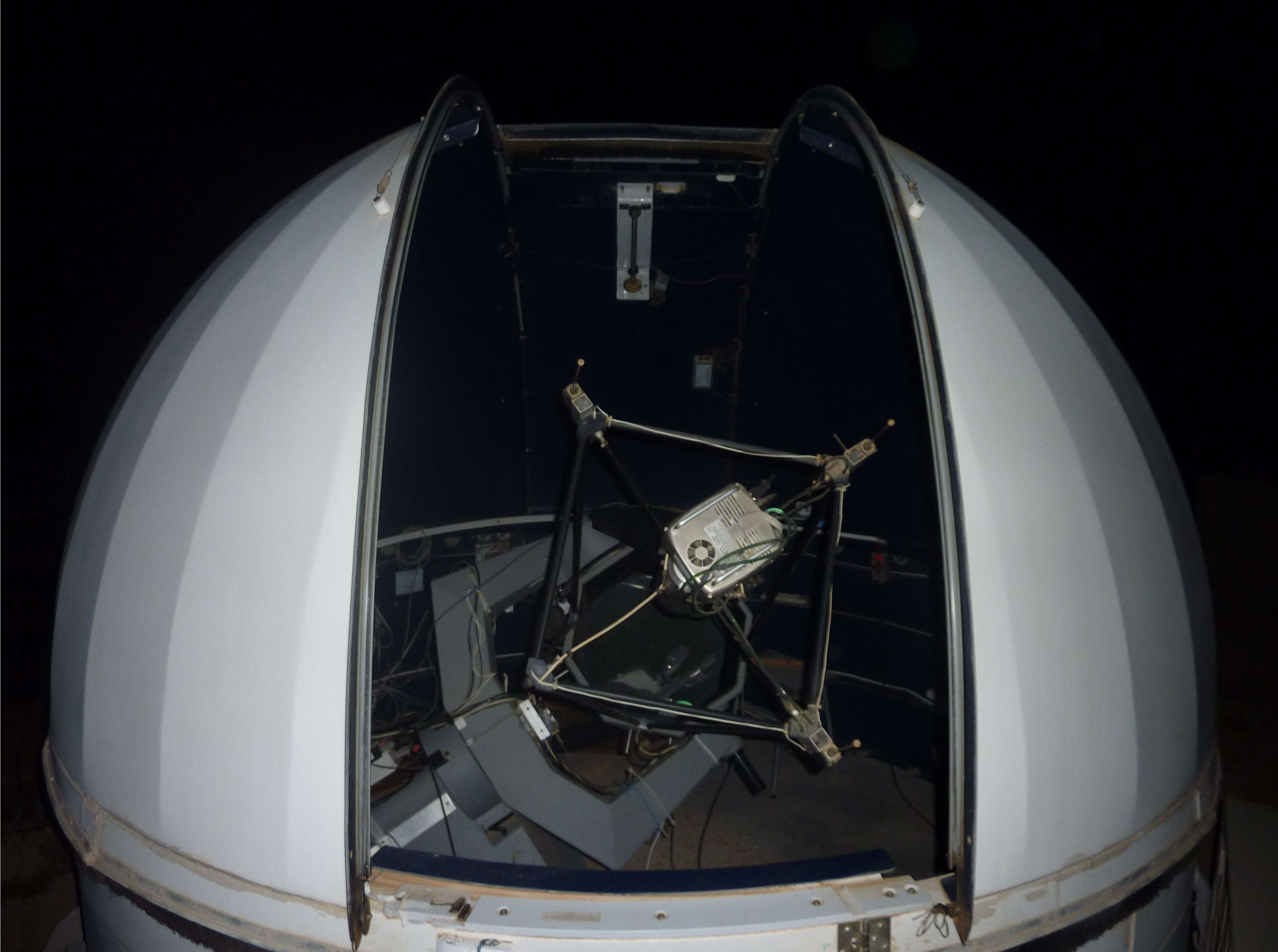
18インチ望遠鏡（C18）

ワイズ天文台の第2の望遠鏡は、2005年に導入された口径18インチ（46センチメートル）主焦点反射望遠鏡で、米アストロワークス（AstroWorks）社の Centurion 18（C18）が採用されている。C18は、f/2.8の双曲面主鏡で集光し、主焦点には SBIG のCCDカメラが設置されており、米テクニカル・イノベーションズ（Technical Innovations）社の直径3メートルのドームに納められている。C18と観測装置の大部分は、テルアビブ大学が国立地球近傍天体ナレッジセンターを運営するにあたりイスラエル宇宙局から受けた助成金で賄われている。
C18は、遠隔制御で観測するように設計されており、当初から観測中は自動で運用できるものであった。2015年からは、完全に自動化された運用ができるようになっている。

### ジェイ・ボーム・リッチ望遠鏡（C28IL）
ワイズ天文台第3の望遠鏡は、2013年に導入された口径28インチ（71センチメートル）主焦点反射望遠鏡で、基本的にはC18を大型化した Centurion 28（C28IL）を採用、ジェイ・ボーム・リッチ（Jay Baum Rich）望遠鏡と呼ばれている。f/3.2の主焦点反射望遠鏡で、観測装置はフィンガーレイクス・インスツルメンテーション（FLI）のCCDカメラを使用、ポーランドの ScopeDome 社製直径5.5メートルドームに納められている。C28ILも、C18同様に完全自動運用が可能になっている。

### その他
ワイズ天文台は、HAT（Hungarian Automated Telescope）の観測拠点の一つにもなっており、HATNet の望遠鏡が設置され、2003年末から観測を行っている。また、CCDカメラに魚眼レンズを取り付け、全天の監視も行っている。

## 研究・業績
ワイズ天文台は、望遠鏡の最大口径が1メートルで、世界的にみれば小口径の部類であるが、位置的に時間帯ではインドとギリシャの間、緯度的にはコーカサスと南アフリカの間で、現代的な天文台の空白地帯にあるため、時間領域天文学において有用な観測が実施できる。そのため、ラスカンブレス天文台や GROWTH（Global Relay of Observatories Watching Transients Happen）といった国際的な観測網にも参加している。
ワイズ天文台が行っている主な観測には、活動銀河核（AGN）の変動の監視、超新星の捜索と追観測、ガンマ線バーストや重力マイクロレンズ現象などの突発天体の監視、地球近傍天体やその他の小惑星の光度変化の測定、太陽系外惑星のトランジット観測、激変星の観測、連星の軌道追跡などがある。AGN の監視に関しては、天文台初期からの長い観測の蓄積がある。
広視野の掃天観測を重視し、小惑星の観測に力を入れているワイズ天文台は、2022年の時点で19個の小惑星の発見者となっている。加えて、ワイズ天文台での観測で発見されたが、発見者の名義はデビッド・ポリショックなど観測した天文学者個人になっているものも複数存在する。

## 利用
ワイズ天文台は、一年間を10月から3月までと、4月から9月までの2期に分けて、観測提案を募っている。ワイズ天文台はテルアビブ大学の附属天文台であり、重要課題の観測は大学院生の研究計画の一環でもあるので、長年にわたり多くの観測時間がそれらに割り当てられている。